# تپه گورستان کاسین ۱
تپه گورستان کاسین ۱ مربوط به هزاره اول قبل از میلاد است و در شهرستان ورزقان، بخش مرکزی، دهستان ازومدل جنوبی، ۴۰۰ متری جنوب شرقی روستای کاسین واقع شده و این اثر در تاریخ ۲۸ اسفند ۱۳۸۵ با شمارهٔ ثبت ۱۸۹۱۰ به‌عنوان یکی از آثار ملی ایران به ثبت رسیده است.